# Tomás Ojeda
Tomás Ojeda Álvarez (ur. 20 kwietnia 1910 w Antofagaście, zm. 20 lutego 1983) – chilijski piłkarz grający na pozycji napastnika.
Podczas kariery zawodniczej reprezentował barwy drużyn Boca Juniors de Antofagasta oraz Audax Italiano. Był w składzie reprezentacji Chile na mistrzostwa świata 1930.